# 西镇乡
西镇乡，是中华人民共和国山西省忻州市原平市下辖的一个乡镇级行政单位。

## 行政区划
西镇乡下辖以下地区：
前沙城村、后沙城村、东石封村、西石封村、西镇村、文殊庄村、沙晃村、梅家庄村、小泉坪村、胡沟村、小泉沟村、下薛孤村、南申村、三吉村、李家村、上薛孤村、田家庄村、北贾村、下社村、阳房村、南阳村、南阳店村和新区社区。